# Mamouka Bakhtadze
Mamouka Bakhtadze (en géorgien : მამუკა ბახტაძე), né le 9 juin 1982, est un homme d'État géorgien, membre de Rêve géorgien. Il est ministre des Finances entre le 13 novembre 2017 et le 20 juin 2018 puis Premier ministre de cette date au 8 septembre 2019.

## Biographie
Le 13 juin 2018, il est désigné Premier ministre après la démission de Guiorgui Kvirikachvili, à la suite de manifestations provoquées par la situation économique et pour exiger le départ de celui-ci à la suite d'un scandale judiciaire.
Il démissionne le 2 septembre 2019. Le ministre de l'Intérieur, Guiorgui Gakharia, lui succède.